# 動画マニュアル.com
動画マニュアル.com（ドウガマニュアルドットコム）は、株式会社ウェブデモ が2006年3月より運営を開始したパソコンから無料で視聴することが出来る、ソフトウェアやウェブサイトのマニュアル(操作説明)類専門の動画ポータルサイト。

## 概要
動画マニュアル.comで扱うコンテンツはブログ形式で登録されており、コンテンツ数は2011年8月現在6,700を越えている。
コンテンツは、マイクロソフト社のパワーポイント、Excelなどオフィス向け定番ソフトウェアをはじめ、Outlookの便利な使い方、CGソフトの小ワザ集、注目のフリーソフトなど。 ビジネスマンから学生まで、広く使われるパソコンソフトからウェブデモ社でテーマの選定を行い、また閲覧者から要望が多いソフトやテクニックもテーマとして取り上げている。視聴するにはAdobe Flash Playerのインストールが必要となる。
動画マニュアル.comより提供されている動画は、主にビューレットビルダーや、ビューレットカム(下記参照)で制作されている。

## コンテンツ制作
コンテンツの制作は基本的にウェブデモ社が中心となっているが、ビューレットビルダーや、ビューレットカムを持っているユーザー且つ、多くの情報を公開でしたい、オリジナルのコンテンツを公開したいユーザーは動画マニュアル.comを通じてブログ運営者となり、自身で制作した動画を無料配信することが可能である。その場合はユーザー登録が必要となる。

## ビューレットビルダー
「ビューレットビルダー（Viewlet Builder）」とはコンピュータ操作の手順や画面の動きを保存し、その場で動画マニュアルを作成できるソフトウェア。
1998年Qarbon社が開発し、海外ではプロクター&ギャンブル社、ザ・ホーム・デポ社、オラクル社他多くの企業で一括ライセンス導入されており、ソフトウェア教育部門、人事教育部門やマーケティング部門などで広く活用されている。
2011年8月現在ビューレットビルダー6をリリース。同ソフトのシリーズと関連商品は、2000セット以上の販売実績を持ち、1800社以上に及ぶユーザー数を誇る。(2008年6月現在)

## 略歴
- 2006年3月サイトオープン。
- 2006年6月サイトリニューアル。
- 2006年10月1000コンテンツを超える。
- 2007年6月サイトリニューアル。
- 2007年7月1500コンテンツを超える。
- 2007年10月 2000コンテンツ目に到達。
- 2008年8月 3000コンテンツ目に到達。
- 2010年4月 5000コンテンツ目に到達。
- 2011年1月 6000コンテンツ目に到達。